# Skylanders Academy
Skylanders Academy is een computergeanimeerde Netflix Original serie. De serie is gebaseerd op de computerspelserie Skylanders. Er waren plannen om een vierde seizoen te maken met onder andere het personage Flameslinger, op 30 april 2019 besloten de makers echter dat de serie was afgelopen.

## Plot
In de Skylands krijgen Spyro the Dragon, Stealth Elf, Eruptor, Pop Fizz en een hoop andere cadetten les van Master Eon en Jet-Vac hoe het is om een Skylander te zijn en zo Kaos, de Doom Raiders en allerlei andere schurken in de Skylands te verslaan.

## Afleveringen
| Seizoen | Afleveringen | Eerste uitzenddatum |
| ------- | ------------ | ------------------- |
| 1       | 12           | 28 oktober 2016     |
| 2       | 13           | 6 oktober 2017      |
| 3       | 13           | 28 september 2018   |

## Stemverdeling
| Personage                                   | Originele stem                                                                                                 | Nederlandse stem |
| ------------------------------------------- | --- | --- |
| Spyro                                       | Justin Long | Mark Haayema |
| Stealth Elf                                 | Ashley Tisdale                                                                                                 | Desi van Doeveren |
| Eruptor                                     | Jonathan Banks                                                                                                 | Daan van Rijssel |
| Pop Fizz                                    | Bobcat Goldthwait                                                                                              | Florus van Rooijen |
| Jet-Vac                                     | Jonny Rees | Lucas Dietens |
| Master Eon                                  | Chris Diamantopoulos                                                                                           | Sander de Heer |
| Hugo                                        | Harland Williams                                                                                               | Fred Meijer |
| Kaos                                        | Richard Horvitz                                                                                                | Thijs van Aken |
| Glumshanks                                  | Norm Macdonald                                                                                                 | Huub Dikstaal |
| Golden Queen                                | Susan Sarandon                                                                                                 | Hilde de Mildt (seizoen 1) Canick Hermans (seizoen 2-3) |
| Dreamcatcher                                | Parker Posey                                                                                                   | Anneke Beukman |
| Wolfgang                                    | James Hetfield                                                                                                 | Marc Krone (seizoen 1) Simon Zwiers (seizoen 2-3) |
| Chompy Mage                                 | Chris Diamantopoulos                                                                                           | Mark Omvlee (seizoen 1) Casper Veltenaar (seizoen 2-3) |
| Pepper Jack                                 | John DiMaggio                                                                                                  | Murth Mossel |
| Broccoli Guy                                | Cedric Yarbrough                                                                                               | Rolf Koster |
| Bomb Shell                                  | Chris Cox | Dennis Willekens (seizoen 1) Huub Dikstaal (seizoen 2-3) |
| Fisticuffs                                  | John DiMaggio                                                                                                  | Has Drijver |
| Malefor                                     | Jim Cummings                                                                                                   | Simon Zwiers |
| Dark Spyro                                  | Jason Ritter                                                                                                   | Mark Haayema |
| Strykore                                    | Fred Tatasciore                                                                                                | Jelle Amersfoort |
| Kaossandra                                  | Catherine O'Hara                                                                                               | Frédérique Sluyterman van Loo (seizoen 1) Melise de Winter (seizoen 2-3) |
| Gary Skylandersson                          | John Mathot | Alexander de Bruijn (seizoen 1) Jelle Amersfoort (seizoen 2-3) |
| Claire Skylandersson                        | Jill Talley | Leonoor Koster (seizoen 1) Fauve Geerling (seizoen 2-3) |
| Cy                                          | Daniel Middleton                                                                                               | Pepijn Koolen |
| Cynder                                      | Felicia Day | Fleur van de Water |
| Flashwing                                   | Ashley Tisdale                                                                                                 | Anneke Beukman (seizoen 1) Canick Hermans (seizoen 2-3) |
| Hex                                         | Courtenay Taylor                                                                                               | Laura Osinga (seizoen 1) Kaily van Starrenburg (seizoen 2-3) |
| Skull                                       | Josh Robert Thompson                                                                                           | Seb van den Berg (seizoen 1) Paul Klooté (seizoen 2-3) |
| Bad Breath                                  | John DiMaggio                                                                                                  | Dennis Overeem (seizoen 1) Simon Zwiers (seizoen 2-3) |
| Food Fight                                  | Billy West | Hein van Beem (seizoen 1) Reinder van der Naalt (seizoen 2-3) |
| Trigger Happy                               | Dave Wittenberg                                                                                                | Jimmy Lange (seizoen 1) Simon Zwiers (seizoen 2-3) |
| Roller Brawl                                | Jill Talley | Jorien Zeevaart (seizoen 1) Canick Hermans (seizoen 2-3) |
| Wind-Up                                     | Cedric Yarbrough                                                                                               | Louis van Beek (seizoen 1) Edward Reekers (seizoen 2-3) |
| Ka-Boom                                     | Billy West | Timo Bakker (seizoen 1) Trevor Reekers (seizoen 2-3) |
| Sprocket                                    | Grey Griffin                                                                                                   | Canick Hermans |
| Snap Shot                                   | Fred Tatasciore                                                                                                | Leo Richardson (seizoen 1) Jelle Amersfoort (seizoen 2-3) |
| King Pen                                    | Daniel Wu | Rutger Le Poole (seizoen 1) Frans Limburg (seizoen 2-3) |
| Captain Flynn                               | Patrick Warburton                                                                                              | Jonathan Demoor |
| Crash Bandicoot                             | Rhys Darby | Stephan Holwerda |
| Coco Bandicoot                              | Tara Strong | Sanne Bosman |
| Ninjini                                     | Grey Griffin                                                                                                   | Roos van der Waerden |
| Dale                                        | Cedric Yarbrough                                                                                               | Reinder van der Naalt |
| Jack                                        | Dee Bradley Baker                                                                                              | Dirk Bakker |
| Jackson                                     | Dee Bradley Baker                                                                                              | Florus van Rooijen |
| Jax                                         | Dee Bradley Baker                                                                                              | Finn Poncin |
| Jackie                                      | Grey Griffin                                                                                                   | Elise Pel |
| Bully                                       | Wallace Shawn                                                                                                  | Christa Lips (seizoen 1) Stan Limburg (seizoen 2-3) |
| Computer Voice                              | Eric Rogers | Jürgen Theuns (seizoen 1) Thijs van Aken (seizoen 2-3) |
| Game Voice                                  | Grey Griffin                                                                                                   | Anneke Beukman |
| Overige stemmen (andere Mabu's en Greebles) | Audrey Wasilewski Dan Hagen Fred Willard Jess Harnell Josh Keaton Keythe Farley Matthew Mercer Michael Yurchak | Beatrijs Sluijter Boyan van der Heijden David Meijer Dieter Jansen Dieter Spileers Edna Kalb Erik van der Horst Felix Osinga Jeske Van de Staak Joost Claes Just Meijer Paul Boereboom Paul Disbergen Ricardo Blei Roué Verveer Thomas Cammaert |